# Nyctemera transitella
Nyctemera transitella là một loài bướm đêm thuộc phân họ Arctiinae, họ Erebidae.